# Доґу

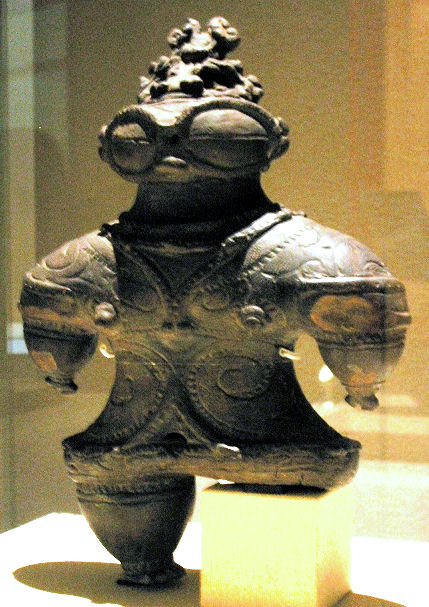
Окуляроподібна доґу (遮光器土偶, сякокі-доґу) (1000 — 400 до н. е.), Токійський національний музей).

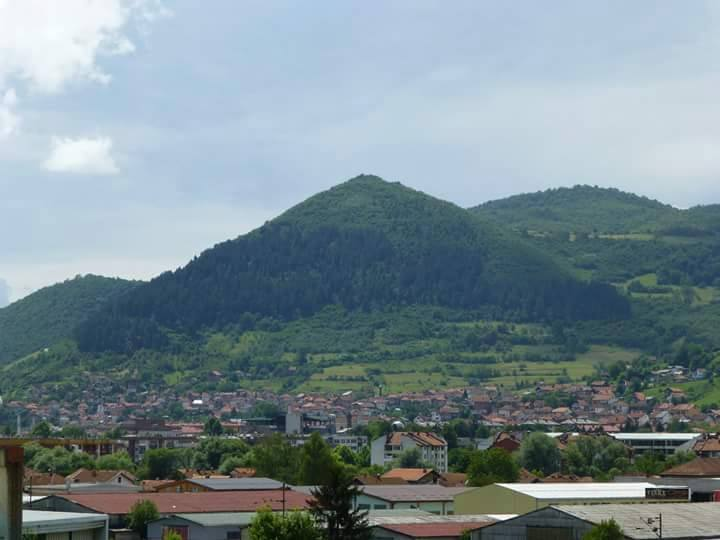
Гора Височиця нагадує піраміду, але є природним об'єктом

Доґу́ (яп. 土偶, どぐう, «земляна фігурка» або «глиняна лялька») — японська глиняна статуетка людини, рідше тварини, виготовлена протягом періоду Дзьомон. Фігуркам доґу, що створювалися впродовж 10 тис. — 400 років до н. е., часто приписується зображення астронавтів у скафандрах. Насправді це культові фігурки, що зображають жінок зі збільшеними сідницями, стегнами та грудьми. До того ж існують доґу, що зображають тварин і призначалися магічно забезпечити хороше полювання.

## Короткі відомості
Доґу є аналогом кам'яних статуеток, так званих «кам'яних венер», що виготовлялися людьми у пізньому палеоліті та неоліті по всій земній кулі.
Найстаріші доґу датуються 10—4 тисячоліттям до н. е. Вони мають пласку дощечкоподібну форму. У цих зразків відсутні чіткі обриси кінцівок чи обличчя, натомість наявні примітивні антропоморфні або зооморфні візерунки. Перші рельєфні і циліндроподібні доґу з'являються у 3 тисячолітті до н. е.. Центром їхнього виробництва вважається Східна Японія.
У 2 тисячолітті до н. е. мистецтво виготовлення доґу поширилося з Східної Японії до Західної. Східнояпонські доґу характеризуються багатством форм. Це фігурки з серцеподібними і трикутноподібними головами, оздоблені круглими великими очима, корпус яких прикрашений різноманітними візерунками. На противагу цьому західнояпонські доґу мають слабовиражений декор і малу кількість різновидів.
Найбільшого розвитку мистецтво виготовлення доґу досягло у 1 тисячолітті до н. е. Символічними зразками цього мистецтва є так звані окуляроподібні доґу або сякокі-доґу, з прикрасою у формі окулярів на очах і багатими тілесними візерунками, які трактуються як татуювання.
Більшість доґу — це жіночі фігурки з яскраво вираженими жіночими статевими ознаками. Ці фігурки знаходять, як правило, розбитими або закопаними в землю. Точних відповідей на питання, яке призначення мали доґу, досі немає. Найбільш аргументованим є припущення, за яким їх використовували в обрядах, пов'язаних із культом плодовитості.
Окрім антропоморфних доґу зустрічаються фігурки кабана чи собаки.
За даними Національного історико-етнографічного музею Японії, в країні знайдено близько 15 тисяч доґу.